# Felsőboldád
Felsőboldád (románul: Stâna) falu Romániában. Szatmár megye egyik települése.

## Fekvése
Szatmárnémetitől délkeletre fekszik.

## Nevének eredete
A település az itt folyó Boldád patakról vette nevét.

## Története
Első említése 1648-ból származik.
Felsőboldád a kővári, majd a bélteki uradalomhoz tartozott és az uradalmak többi birtokosainak sorsában osztozott.
A XX. század elején a település legnagyobb birtokosa gróf Károlyi Gyuláné volt.
1919-ig Magyarországhoz tartozott, Szatmár vármegye részeként. 1910-ben 711 magyar és román lakosa volt.
Borovszky Samu az 1900-as évek elején írta a településről: "Oláh kisközség az erdődi járásban; 124 házzal és 655 görögkatolikus lakossal. Határa 3895 k.hold…Postája Krasznabéltek, távírója és vasúti állomása: Károlyi-Erdőd"
A falu határán a Nánda és a Boldád patak folyik keresztül. A település fölött emelkedik a Tető hegy (Csetecze)
1992-ben 1064 többségében román nemzetiségű lakos lakta.

## Nevezetességek
- 18. századi ortodox fatemplom